# アドルフォ・アルダーナ
アドルフォ・アルダーナ・トーレス（Adolfo Aldana Torres、1966年1月5日 - ）は、スペイン・アンダルシア州サン・ロケ出身の元サッカー選手。ポジションはミッドフィールダーまたはフォワード。

## クラブ経歴
1984年にレアル・マドリードのカンテラに加入すると、1985-86シーズンにBチームへと昇格。Bチーム3シーズン目には、セグンダ・ディビシオンで29試合に出場して15ゴールを挙げ、同シーズン中にその活躍が評価されトップチームデビューを果たした。
トップチーム昇格から3シーズンが経過した1990-91シーズン、レアル・マドリードの右サイドでレギュラーに定着し、リーグ戦31試合に出場した。しかし、翌シーズンはベンチメンバーに降格し、1992年夏にルイス・エンリケが加入したことでデポルティーボ・ラ・コルーニャへと移籍した。デポルティーボではポジションを確保し、怪我によって1シーズンを棒に振った1993-94シーズンを除いた3シーズンで公式戦132試合に出場し、21ゴールを記録した。デポルティーボでのラストシーズンはスーペルコパ・デ・エスパーニャを制し、それを置き土産にデポルティーボを退団した。
1996年、30歳でRCDエスパニョールに加入した。エスパニョールでは、衰えと繰り返す負傷の影響で満足いく出番は得られず、わずか2シーズンでクラブを去り、1998-99シーズンに2部のCPメリダでプレーして現役を引退した。

## 代表経歴
1993年2月24日、1994 FIFAワールドカップ・ヨーロッパ予選のリトアニア代表戦に後半から途中出場してスペイン代表デビューを果たすと、5-0での大勝に繋がるチーム5点目を挙げ、代表初ゴールも決めた。その1994 FIFAワールドカップにも選出予定だったが、復帰に1シーズン掛かる大怪我を負ったことで白紙になった。

## タイトル

### クラブ
レアル・マドリード
- ラ・リーガ : 3回 (1987-88, 1988-89, 1989-90)
- コパ・デル・レイ : 1回 (1988-89)
- スーペルコパ・デ・エスパーニャ : 2回 (1989,  1990)

デポルティーボ・ラ・コルーニャ
- コパ・デル・レイ : 1回 (1994-95)
- スーペルコパ・デ・エスパーニャ : 1回 (1995)